# Dos diablitos en apuros
Dos diablitos en apuros es una película de comedia y drama mexicana de 1955, dirigida por Joselito Rodríguez y protagonizada por Titina Romay, Pepe Romay y Carmen Montejo. Es una continuación de la cinta La pequeña enemiga (1955). 

## Argumento
Una mujer (Carmen Montejo) tiene graves problemas con su esposo (Enrique Rambal) por ser una jugadora empedernida, y sus tres hijos (Titina Romay, Pepe Romay y Lichita Romay) escapan en busca de su abuelo (Miguel Manzano), quien resuelve los problemas de la familia estando ya muerto.

## Reparto
- Titina Romay .... Titina (Hija de Juan)
- Pepe Romay .... Pepito (Hijo de Juan y Lola)
- Carmen Montejo ... Dolores “Lola” (Esposa de Juan)
- Miguel Manzano ... Don Miguel (Papá de Lolita)
- Martha Rangel ... Gloria (Sobrina de Lola)
- Maruja Grifell ... Gabriela Suárez (Dueña de la casa de juego)
- Emma Rodríguez ... Chepinita (Servicio doméstico)
- Flecos Bill .... Bill (Novio de Titi)
- Eduardo Alcaraz .... (Boletero del tren)
- Licha Romay .... Lichita (Hija de Juan y Lola)
- Lourdes Parga ....
- Magda Donato .... (jugadora con mala suerte)
- Luis Manuel Pelayo .... (Licenciado de la delegación)
- Luisito Miranda .... Sr. Morales (Empleado de la casa de juego)
- Enrique Rambal .... Dr. Juan Espinoza (Esposo de Lolita)
- Manuel Vergara 'Manver' .... (Pasajero del tren durmiendo)
- Leonor Gómez .... (Pasajera del tren con gallina)